# Гримменштайн (замок, Австрия)

Гримменштайн (нем. Burg Grimmenstein) — средневековый каменный замок в коммуне Гримменштайн, в земле Нижняя Австрия на востоке Австрии. Комплекс частично отреставрированный. По своему типу относиться к замкам на вершине.

## История

### Ранний период
Первая крепость в данном месте появились в XII веке. Однако часть исследователей считает, что ещё в IX веке здесь могли существовать укрепления. Причиной выбора места стало удачное расположение. С трёх сторон вершину холма окружают почти отвесные труднодоступные склоны. Здесь было удобно держать оборону в случае нападения врагов.
Судя по всему, в XIII веке были возведены каменные стены. Ядром будущего замка стал небольшой прямоугольник размером примерно 25 х 30 метров. С единственной стороны откуда имелся более пологий склон прямо в скале прорубили глубокий ров. Через него был построен подъёмный мост. С этой же стороны возвели и самую мощную стену (Мантельмауэр). Гримменштайн был важным звеном в цепи замков и монастырей, предназначенных для предотвращения вторжений венгров с востока. 
От раннего замка сохранилась только нижняя часть северной стены. Она использовались в качестве фундамента для надстройки во время последующих реконструкций. В северной стене хорошо различимы камни старинной кладки и блоки, уложенные гораздо позднее. 
Первым известным владельцем замка считается Альбер фон Гримменштайн. Он упоминается в документах 1144—1158 годов как один из вассалов графа Экберта III фон Формбах-Питтен. Сын Альбера, также названный именем Альбер, принял участие в Пятом крестовом походе вместе с бабенбергским герцогом Леопольдом VI. Имя рыцаря упоминается по случаю осады Дамиетты в 1218 году. 
У большинства представителей семьи фон Гримменштайн мужского пола было имя Альбер. Многие из них занимали почетную должность пинцерна (pincerna) при дворе штирийских герцогов. 
Род фон Гримменштайн пресёкся, вероятно, в 1309 году. Об этом можно судить по тому, что владельцем замка стал упоминаться Хадемар фон Фалькенберг. После этого крепость стала собственностью герцогов. Во всяком случае со времён правления герцога Альбрехта III замком управляли бургграфы. Сохранились документы о том, что они использовали Гримменштайн в XIV и XV веках в качестве залога. 

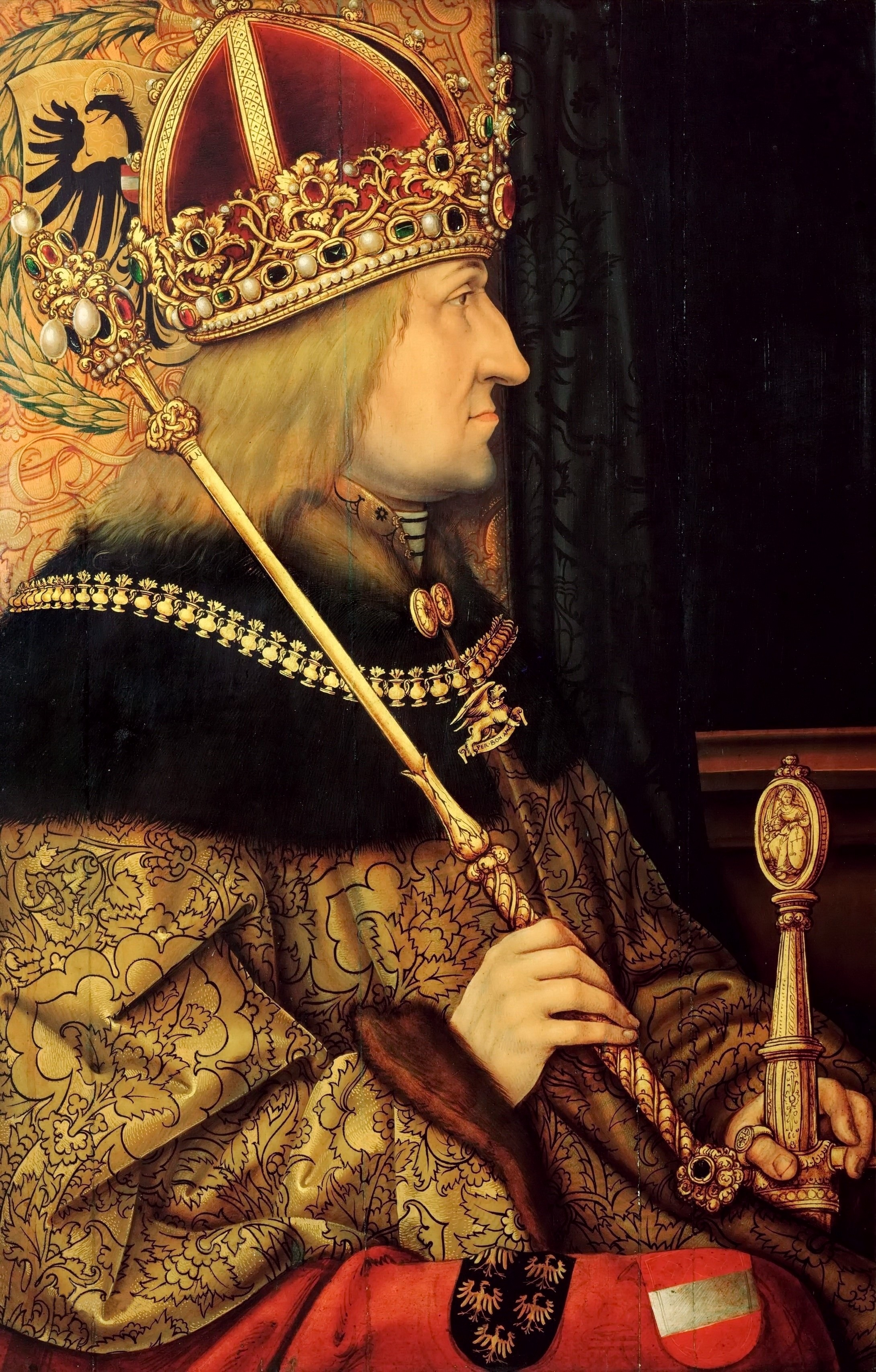
Император Фридрих III

В 1444 году император Фридрих III продал замок. Гримменштайн сменил нескольких собственников. Но его военное значение резко снизилось, а для дворянской резиденции он был слишком труднодоступным и не очень комфортным. В итоге крепость стала приходить в упадок.
Чтобы спасти замок от полного разрушения после 1470 года Фридрих III передал его во владение {{iw|Орден Святого Георгия (Австрия)|Ордену Святого Георгия|de|St. Georgs-Orden (Österreich)]]. Это способствовало некоторому возрождению замковой жизни. Каменные укрепления были отремонтированы.

### XVI—XIX века
В 1522 году великий магистр ордена Иоганн Гойманн передал замок епархии Винер-Нойштадт. Десять лет спустя Гримменштейн снова стал собственностью императора. Кастелян Ганс Лерох был последним, кто хотя бы некоторое времени проживал в замке. 
В 1547 году Кристофу Уршенбеку было поручено заботиться о сохранности замков Гримменштайн и Вартенштайн. Его сын, Георг Бернхард Фрайхерр фон Уршенбек, смог стать собственником обеих крепостей. Но без ремонта сооружения ветшали.
В 1693 году Гримменштайн приобрёл барон Казимир фон Петрович. В 1720 году его наследники продали замок графам Стелла-Караччоло. Этот род владел Вартенштейном и Гримменштайном до 1848 года. При этом семья маркизов Карраччоло проживала в Италии и ни один из представителей рода ни разу не посещал свою австрийскую собственность.

### XX век
К началу XIX века Гримменштайн лежал в руинах. Свой серьёзный вклад в разрушение замка внесли местные крестьяне. Они использовали оставленное без присмотра сооружение как склад стройматериалов и каменоломню. Интересно, что близлежащая деревня (в нескольких километрах к югу) до XX века называлась Ам Трейтль. И лишь в XX веке за ней закрепилось имя Гримменштайн. 
Замок лежал в руинах до 1961 года. Затем богатый строитель Иоганн Риглер из Нойнкирха приобрел заброшенную крепость и начал её постепенное восстановление. Под руководством нового хозяина появилась трёхэтажная резиденция в средневековом стиле. Помимо жилых помещений и рыцарского зала отдельно было устроено и музейное пространство. Здесь появилась экспозиция, посвящённая Средним века. В частности тут выставлены старинные гербы и рыцарские доспехи.

### XXI век
В начале XXI века замок приобрёл Маркус Альберо Гримменштайн, потомок прежних собственников крепости. С июля 2014 года он продолжил реставрационные и восстановительные работы. При этом Маркус вкладывал только собственные средства. 
В апреле 2016 года замок был открыт для посещения. С той поры он является одной из важных местных достопримечательностей.

## Описание
Замок построен на вершине скалы в горном массиве Кульмригель и находится на высоте 728 метров над уровнем моря. Внешние стены имеют некоторую выпуклость. Это сделано из-за формы скалы, на которой они построены. Толщина стен составляет от 2,7 метра (у основания) до 1,3 метра. 
Со всех сторон Гримменштайн окружает густой лес. Вместо прежнего разводного моста внутрь комплекса можно попасть по стационарному.
Тот замок, который виден сегодня, является фактически полностью заново созданным сооружением. При этом собственник постарался максимально следовать традициям замкового строительства XIII века. Можно увидеть характерные эркеры, зубчатые стены и специальные ниши. Однако в ходе работ активно использовались современные строительные материалы, например, бетон. Но поэтажный план старой резиденции был в целом сохранён.

## Галерея

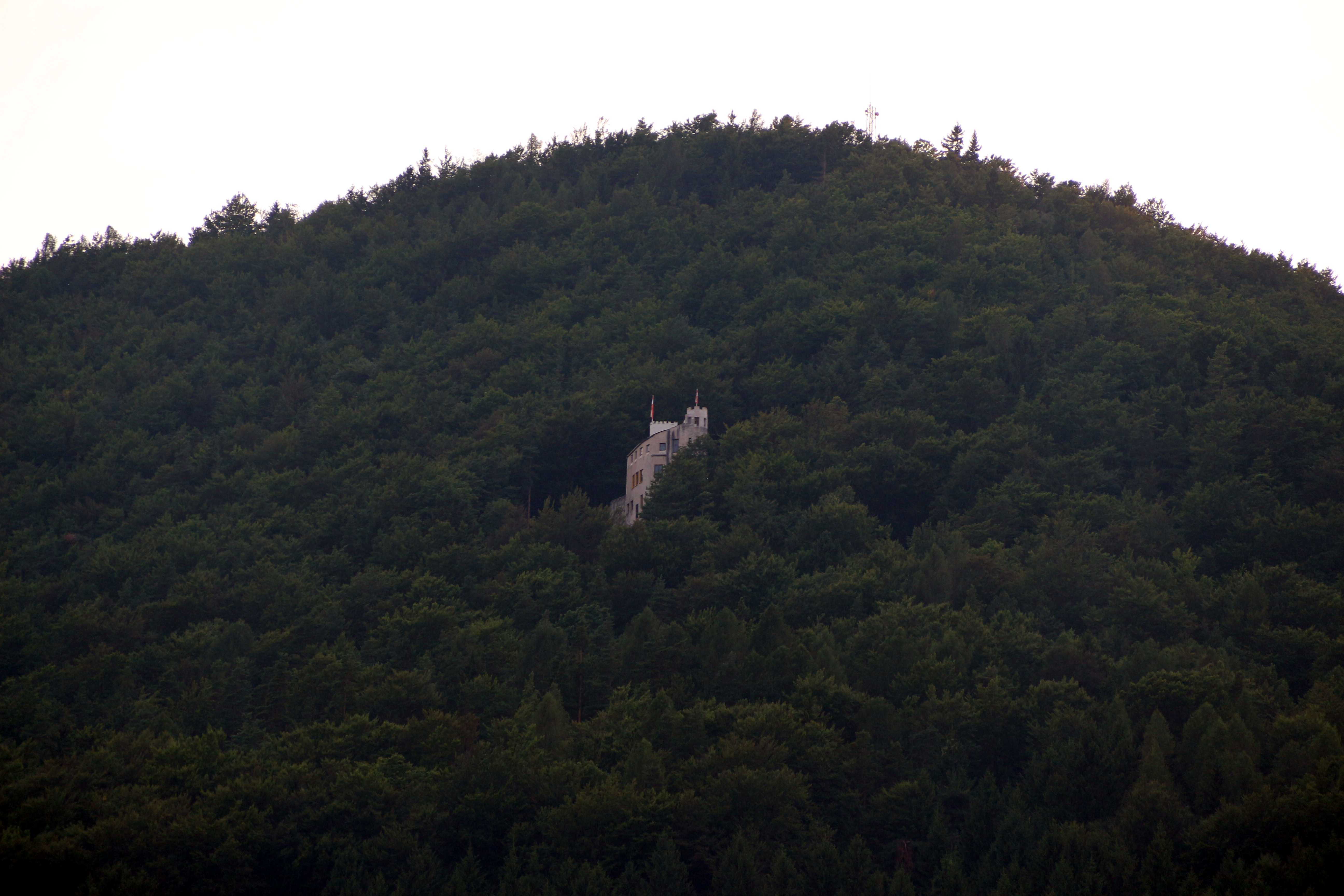
Вид замка на фоне горы Кульмригель
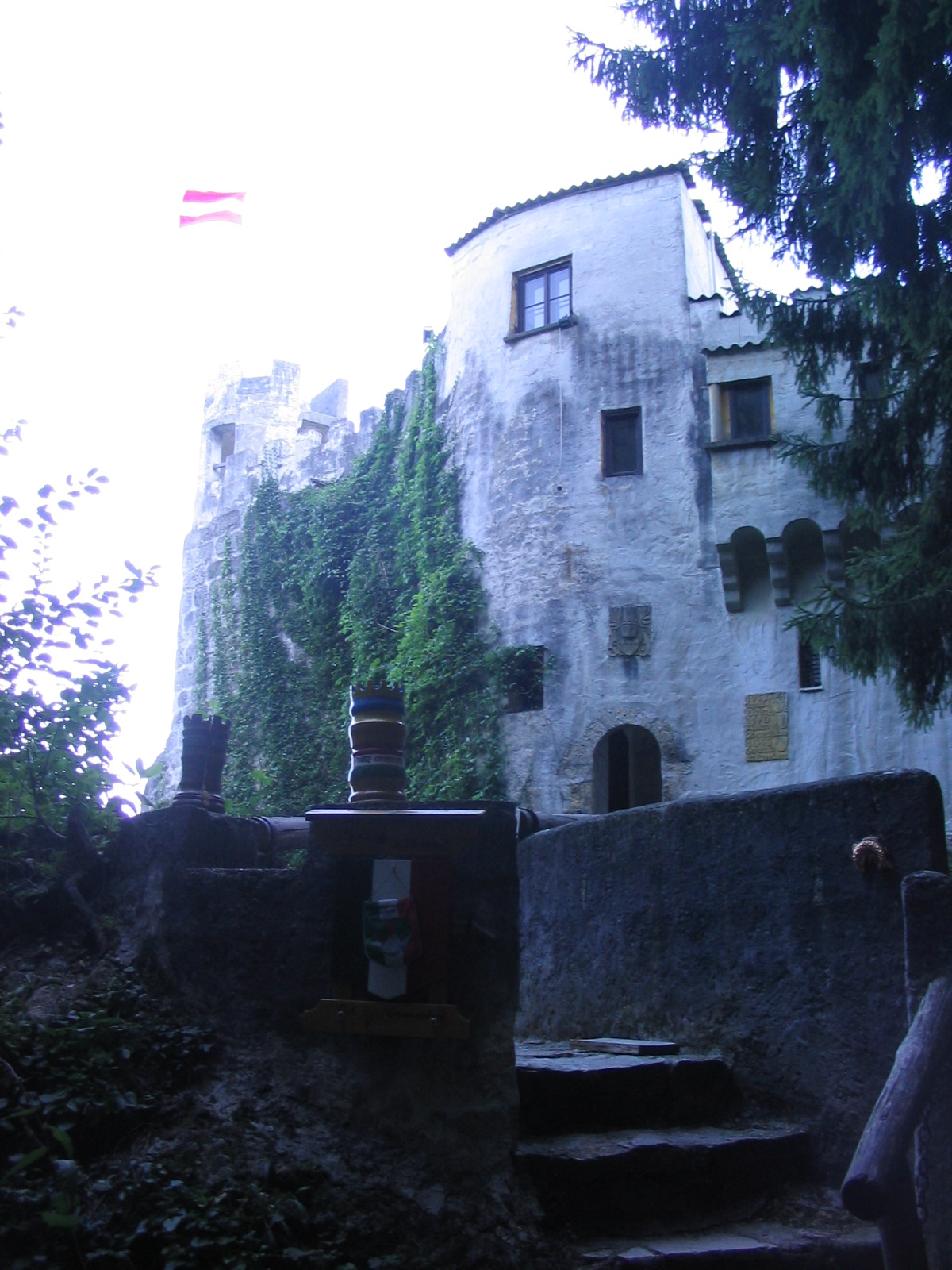
Вид замка вечером